# María de la Encarnación Rosal
María Vicenta Rosal Vásquez, Bethl., řeholním jménem María de la Encarnación del Corazón de Jesús (26. října 1815 Quetzaltenango – 24. srpna 1886 Tulcán) byla guatemalská římskokatolická řeholnice, členka a reformátorka kongregace Betlémských dcer Nejsvětějšího Srdce. Katolická církev ji uctívá jako blahoslavenou.

## Život
Narodila se dne 26. října 1820 v Quetzaltenangu rodičům Manuelu Encarnaciónovi Rosalovi (25. března 1791 – 30. května 1851) a Leocadii Gertrudis Benitez Vásquez (9. prosince 1782 – 13. března 1846) do druhého manželství její matky. Z matčina prvního manželství měla tři nevlastní sourozence. Pokřtěna byla dne 27. října 1820 v místní farnosti Espíritu Santo, kde také dne 23. ledna 1840 přijala svátost biřmování.
Během dospívání trávila čas marnivě, ale poté, co se spřátelila s honduraskou dívkou Manuelou Arbizú své smýšlení změnila a začala uvažovat o řeholním životě. Poté, co se poradila se svými rodiči a svým zpovědníkem, se rozhodla vstoupit do kongregace Betlémských dcer Nejsvětějšího Srdce a dne 11. prosince 1837 vstoupila do jejího řeholního dumu. Předtím navštívila kláštery jiných řádů, aby si své rozhodnutí potvrdila.
Dne 1. ledna 1838 se stala členkou kongregace a přijala řeholní jméno María de la Encarnación del Corazón de Jesús. Dne 26. ledna 1840 složila své řeholní sliby poté, co 16. července 1838 přijala příslušný řeholní hábit. Jejím prvním zpovědníkem byl Urbano Ugarte, který podporoval její vstup do zasvěceného života. Roku 1855 se stala převorkou svého řeholního domu. V této funkci se pokusila obnovit oddanost původním ideálům své kongregace a výsledná nevraživost vůči jejím snahám ze strany dalších členek kongregace ji přiměla k založení nového řeholního domu své kongregace v Quetzelangu.
Její reformní činnost byla přerušena, když se Justo Rufino Barrios stal prezidentem země a začal vyhošťovat řeholníky a řeholnice. Roku 1877 byla vyhoštěna z Guatemaly, načež se usadila v Cartagu v Kostarice, kde brzy založila školu pro ženy. Podobnou školu založila také v nedaleké Heredii. Náboženské pronásledování se však po čase rozšířilo i do Kostariky, pročež byla nucena uprchnout do Kolumbie, kde v Pastu založila sirotčinec a útočiště pro potřebné ženy. Naposledy se usadila v Ekvádoru, kde založila další řeholní domy své kongregace v Tulcánu a v Otavalu. V Tulcánu se nadále zabývala revizí konstitucí a stanov své kongregace a zřizování nových řeholních domů, jakož i nasměrování své kongregace k původnímu charismatu.
Zemřela tragicky dne 24. srpna 1886 v 5:00 v Tulcánu v Ekvádoru po pádu z koně. Její neporušené ostatky jsou uchovávány v kolumbijském Pastu.

## Úcta
Její beatifikační proces započal dne 5. dubna 1976, čímž obdržela titul služebnice Boží. Dne 6. dubna 1995 ji papež sv. Jan Pavel II. podepsáním dekretu o jejích hrdinských ctnostech prohlásil za ctihodnou. Dne 17. prosince 1996 byl uznán zázrak na její přímluvu, potřebný pro její blahořečení.
Blahořečena pak byla dne 4. května 1997 na Svatopetrském náměstí papežem sv. Janem Pavlem II.
Její památka je připomínána 27. října. Bývá zobrazována v řeholním oděvu.